# مقاطعة بايسون
مقاطعة بايسون هي تقسيم إداري في ولاية صرخنداريا في أوزبكستان، ومركزها مدينة بايسون.